# Pteronymia ozia
Pteronymia ozia är en fjärilsart som beskrevs av William Chapman Hewitson 1870. Pteronymia ozia ingår i släktet Pteronymia och familjen praktfjärilar. Inga underarter finns listade.

## Bildgalleri

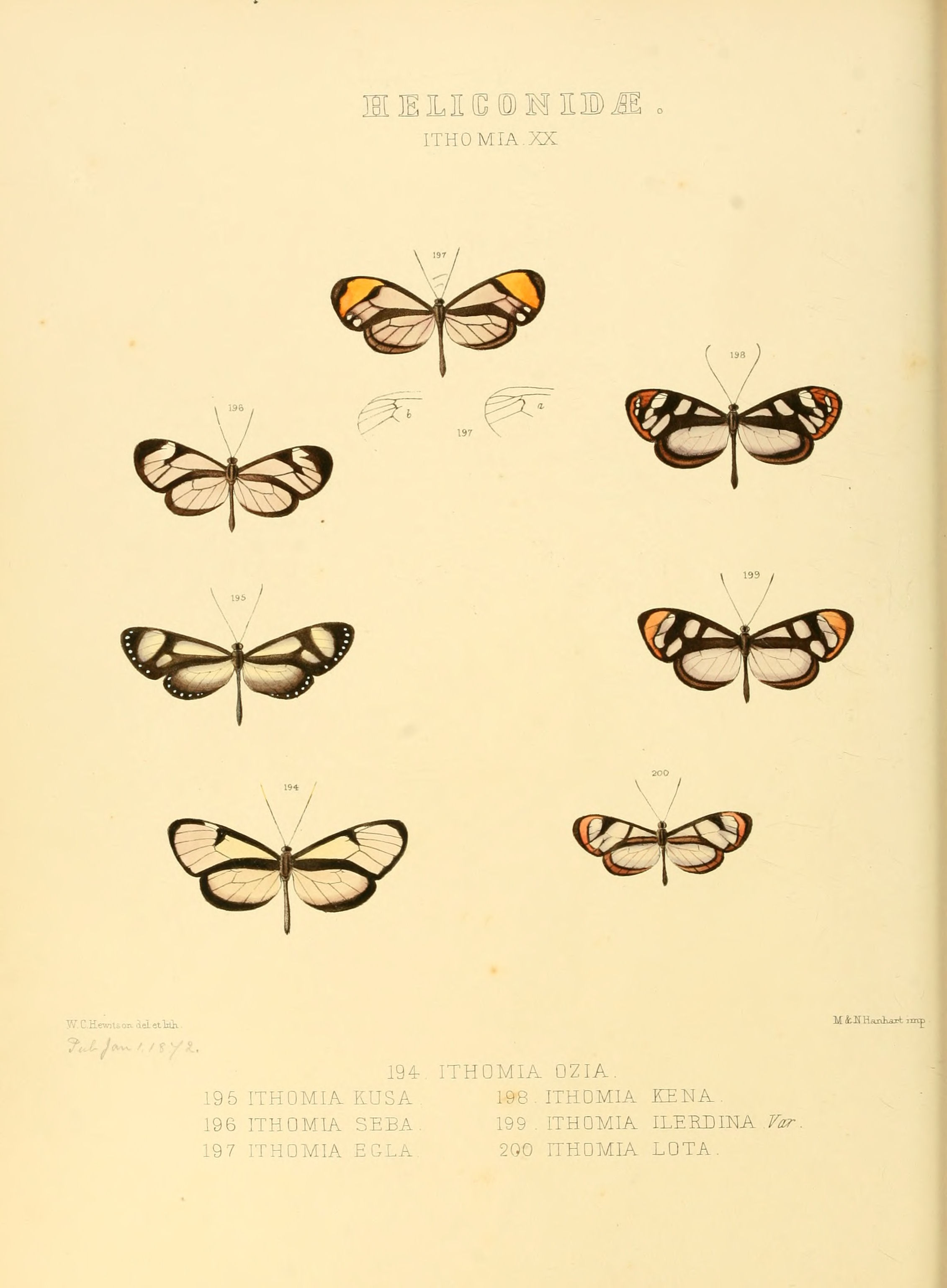